# Alfonso Portugal
Alfonso Portugal Díaz (21 de janeiro de 1934 — 12 de junho de 2016) foi um futebolista mexicano que competiu na Copa do Mundo FIFA de 1958.
Alfonso Portugal morreu em 12 de junho de 2016, aos 82 anos.